# 엘리시움 (2013년 영화)
엘리시움(Elysium)은 2013년 공개된 미국의 SF 액션 스릴러 영화이다.

## 줄거리
2154년, 지구는 환경 파괴로 극심한 오염과 질병, 인구 과밀에 시달리고, 사람들은 극심한 빈곤 속에서 살아간다. 반면, 부유하고 권력 있는 사람들은 지구 밖 궤도에 위치한 호화 인공 세계 ‘엘리시움’에서 최첨단 의료 시설을 포함한 풍요로운 삶을 누린다. 엘리시움은 모든 질병과 부상을 치료할 수 있는 메드베이라는 의료 장치를 갖추고 있으며, 지구의 가난한 사람들은 이를 절실히 원한다.
로스앤젤레스에 사는 해커 스파이더는 사람들을 엘리시움으로 밀입국시키는 우주 왕복선 사업을 운영한다. 엘리시움 국방장관 델라코트는 불법 입국을 막기 위해 킬러 크루거를 고용해 스파이더의 우주 왕복선을 격추하려 한다. 델라코트의 과격한 방식에 엘리시움 대통령 파텔은 그녀를 질책하고 해고 위협까지 한다. 이에 델라코트는 자신의 권력을 강화하기 위해 아마다인 코퍼레이션 CEO 존 칼라일에게 쿠데타 계획을 제안하고, 그 대가로 평생 방위 계약을 약속한다. 칼라일은 델라코트를 대통령으로 만들 프로그램 코드를 자신의 뇌에 저장한다.
한편 지구에서 가석방 중인 맥스 다 코스타는 아마다인에서 일하다 치명적인 방사능에 노출된다. 회사는 맥스에게 5일밖에 살 수 없다는 통보와 함께 해고한다. 맥스는 친구 줄리오와 함께 스파이더에게 접근해 엘리시움 시민의 정보를 훔쳐오면 엘리시움으로 보내 메드베이를 이용하게 해달라고 거래를 제안한다. 맥스의 목표는 자신의 전 상사였던 칼라일. 스파이더는 건강이 악화된 맥스에게 강력한 외골격 수트를 제공한다.
맥스와 줄리오는 칼라일의 엘리시움행 셔틀을 격추시키고, 총격전 끝에 칼라일은 치명상을 입는다. 맥스와 줄리오는 칼라일의 뇌에서 프로그램을 추출하는 데 성공하지만, 데이터는 보안 프로그램으로 인해 암호화된다. 델라코트는 크루거와 특수부대를 보내 데이터를 회수하려 하고, 크루거는 줄리오를 살해한다. 맥스는 부상을 입은 채 도망치고, 칼라일의 죽음으로 인해 그의 뇌에서 데이터를 복구할 가능성은 사라진다.
맥스는 어릴 적 친구인 간호사 프레이에게 도움을 청하고, 스파이더를 통해 맥스의 머릿속에 있는 데이터가 엘리시움 메인프레임을 재부팅할 수 있는 프로그램이라는 것을 알게 된다. 델라코트는 엘리시움행 모든 비행을 막고, 스파이더는 맥스를 엘리시움으로 데려갈 수 없게 된다. 크루거는 프레이와 그녀의 딸을 납치하고, 맥스는 메드베이 사용을 대가로 데이터를 크루거에게 넘기겠다고 제안한다. 델라코트는 엘리시움행 봉쇄를 해제하고, 맥스 일행은 엘리시움으로 향한다. 비행 중 크루거와 맥스는 데이터를 두고 싸우다 폭탄이 터져 우주선이 손상되고 엘리시움에 추락한다. 맥스는 체포되어 델라코트에게 끌려가고, 델라코트는 데이터를 추출하려 하지만 맥스는 탈출하여 프레이를 구하려 한다.
한편 메드베이에서 되살아난 크루거는 델라코트를 죽이고, 엘리시움 정치인들을 살해하도록 명령하며 자신은 강화된 외골격 수트를 입고 맥스를 추격한다. 스파이더는 엘리시움에 도착하여 맥스를 찾고, 맥스는 프레이와 그녀의 딸을 안전하게 보호하고 메드베이로 보내주기를 스파이더에게 부탁한다. 맥스는 컴퓨터 코어에서 크루거와 다시 격투를 벌인다. 맥스는 크루거의 수트 연결을 끊어버리고, 크루거는 자폭하려 하지만 맥스는 그를 밖으로 던져 죽인다. 맥스는 컴퓨터에 연결되어 프로그램을 다운로드하지만, 그 과정에서 목숨을 잃는다. 엘리시움 컴퓨터가 재부팅되고 프레이는 딸을 치료할 수 있게 된다. 지구의 모든 사람들이 엘리시움 시민으로 인정되고, 메드베이가 실린 의료 왕복선이 지구로 파견되어 치료가 필요한 사람들을 돕기 시작한다.

## 배역
- 맷 데이먼 - 맥스 다코스타 (Max Da Costa)
  - 맥스웰 페리 코튼 - 어린 맥스
- 조디 포스터 - 제시카 델라코트 (Jessica Delacourt)
- 샬토 코플리 - 크루거 (Kruger)
- 앨리스 브라가 - 프레이 산티아고 (Frey Santiago)
  - 밸런티나 지로스 - 어린 프레이
- 디에고 루나 - 훌리오 (Julio)
- 바그너 모우라 - 스파이더 (Spider)
- 윌리엄 피츠너 - 존 칼라일 (John Carlyle)
- 브랜던 오렛 - 드레이크 (Drake)
- 조시 블래커 - 크로 (Crowe)
- 에마 트람블레이 - 마틸다 산티아고 (Matilda Santiago)
- 호세 파블로 칸틸로 - 산드로 (Sandro)
- 파란 타히르 - 파텔 (Patel)
- 에이드리언 홈스 - 매뉴얼 (Manuel)
- 재러드 키소 - 리코 (Rico)